# Vincent (film 1982)
Vincent – amerykański czarno-biały film krótkometrażowy w reżyserii Tima Burtona z 1982 roku, wykonany techniką animacji poklatkowej. Jest to jedno z pierwszych dzieł Burtona, do którego często nawiązuje w swoich późniejszych filmach.
Bohaterem filmu jest siedmioletni chłopiec – Vincent Malloy. Chłopiec z pozoru zachowuje się jak na siedmiolatka przystało, lecz skrycie w wyobraźni pragnie być jak aktor Vincent Price. Zamiast zaczytywać się bajkami, Vincent z pasją czyta utwory Edgara Allana Poe. Widoczne są w filmie odwołania do jednego z wierszy Poego (Kruk).
Styl filmu, scenografii, kreski autora (nawiązującej do filmu Gabinet doktora Caligari) oraz rymy w narracji ukazują ironiczny stosunek Burtona do postaci.